# Gender-Gap (Unterstrich)
Gender-Gap ([ˈdʒɛndɐɡæp], Scheinanglizismus vom Verb gendern aus englisch gender „soziales Geschlecht“, und gap „Lücke, Kluft“) oder Gendergap bezeichnet die Verwendung eines Unterstrichs im Wortinneren als Mittel der gendersensiblen Schreibung im Deutschen, um als Platzhalter in Personenbezeichnungen zwischen männlichen und weiblichen auch nichtbinäre, diversgeschlechtliche Personen typografisch sichtbar zu machen und einzubeziehen (vergleiche Soziale Inklusion, Diversity Management). Der Name leitet sich ab vom sozialen Gender-Gap zwischen Frauen und Männern („Geschlechterlücke“), ist aber ein Scheinanglizismus, weil im Englischen nicht auf Personenbezeichnungen bezogen. Das Schriftzeichen _ wird hierbei als Platzhalter genutzt zur Vermeidung der generischen Maskulinform (Schüler), um in der verkürzten Paarform (Schüler/-innen) den Schrägstrich zu ersetzen und die inhaltliche Bedeutung zu erweitern: Schüler_innen. Im Singular kann auch eine Person bezeichnet werden, die nicht männlich oder weiblich ist: Alex ist ein_e Schüler_in. Unpassend kann der Unterstrich sein, wenn sich nicht zwei einzeln lesbare Ausdrücke ergeben, beispielsweise bei „Kolleg_in“ (Kollege fehlt), bei Umlautungen wie „Ärzt_in“ (Arzt fehlt) oder bei nicht übereinstimmenden grammatischen Bezügen beider Formen: „ein_e Abgeordnete_r“ (siehe Problemfälle bei Kurzformen).
Die gegenderte Schreibweise mit Unterstrich wurde 2003 im Bereich der Queer-Theorie vorgeschlagen als Erweiterung des zweigeschlechtlichen Binnen-I (SchülerInnen). Beim Vortragen kann die Lücke zu einer Beidnennung aufgelöst (Schüler und Schülerinnen) oder mit einer kurzen Sprechpause zum Ausdruck gebracht werden: Schüler-innen [ˈʃyːlrərʔɪnən], was einem Glottisschlag entspricht und „Gender-Pause“ genannt wird. Der Gebrauch von Unterstrich oder Großbuchstaben im Wortinneren ist allerdings nicht Bestandteil der amtlichen Rechtschreibung. 2020 führt der Rechtschreibduden den Unterstrich als „vom amtlichen Regelwerk nicht abgedeckte“ Möglichkeit des „geschlechtergerechten Sprachgebrauchs“ auf. 2021 empfiehlt der Rat für deutsche Rechtschreibung zwar nicht die Aufnahme des Gender-Gap ins offizielle Regelwerk, beobachtet ihn und andere mehrgeschlechtliche Schreibweisen jedoch weiterhin. Die Gesellschaft für deutsche Sprache erkennt den Unterstrich, andere Genderzeichen oder Gender-Pausen nicht als geeignete Mittel an, um diskriminierungsfreie Sprache umzusetzen. Weiterentwicklungen der Schreibweise mit Unterstrich sind ab 2009 das Gendersternchen (Schüler*innen) und ab 2015 der Gender-Doppelpunkt (Schüler:innen).

## Geschichte
Vorgeschichte
Schon im 19. Jahrhundert entwickelte sich für paarige Personenbezeichnungen eine verkürzende Schreibweise mit Klammern, bei der die weibliche Wortendung eingeklammert an die männliche Bezeichnung angehängt wird: Schüler(innen). Ab den 1940ern verbreitete sich die Schreibweise mit Schrägstrich plus Bindestrich: Schüler/-innen. Im Rahmen der zweiten Frauenbewegung ab den 1960ern wurde der Schrägstrich verstärkt eingesetzt, während allgemein noch der Gebrauch von rein männlichen Personenbezeichnungen zur geschlechtlichen Verallgemeinerung üblich war (generisches Maskulinum: Schüler). Ab den späten 1970er-Jahren entwickelte die Feministische Linguistik das Konzept der „geschlechtergerechten Sprache“ und passende Formulierungsmöglichkeiten, um Frauen auch sprachlich gleich zu behandeln. Befördert wurde diese Entwicklung durch die UN-Konvention zur Beseitigung jeder Form von Diskriminierung der Frau im Jahr 1979 und den von den Vereinten Nationen 1987 veröffentlichten Guide to Non-Sexist Language (Leitfaden für einen nicht-sexistischen Sprachgebrauch). 1981 war der Vorschlag aufgekommen, den Schrägstrich mit dem nachfolgenden kleinen „i“ zum Großbuchstaben „I“ zusammenzuziehen, als Binnen-I bezeichnet: SchülerInnen.
Die Queer-Theorie kritisierte früh, dass mit dem Binnen-I zwar Männliches und Weibliches erwähnt werden, damit aber auch die binäre gesellschaftliche Geschlechterordnung hervorgehoben werde. Weitere Geschlechter und Geschlechtsidentitäten wie nichtbinäre oder intergeschlechtliche Personen würden sprachlich verdrängt und hätten sich der zweigeschlechtlichen Norm unterzuordnen.
 Aufkommen des Unterstrichs
Die Idee zum typografischen Stilmittel des Unterstrichs wurde vorgestellt vom Sprachwissenschaftler Steffen „Kitty“ Herrmann 2003 in dem Essay Performing the Gap – Queere Gestalten und geschlechtliche Aneignung. Die Bezeichnung Gender-Gap oder Unterstrich kommt im Aufsatz nicht vor, nur das Schriftzeichen „_“ als Raum, der Möglichkeiten offenlässt:

„Dagegen möchte ich einen anderen Ort von Geschlechtlichkeit setzen, einen Ort, den es zu erforschen gilt und um den wir kämpfen sollten, er sieht so aus: _. […] Zwischen die Grenzen einer rigiden Geschlechterordnung gesetzt, ist er die Verräumlichung des Unsichtbaren“

Herrmann vertritt den Gender-Gap weiterhin, so 2018: „Der Unterstrich schiebt graphisch die männliche und die weibliche Form auseinander, um dazwischen Platz für etwas Neues zu machen. Nämlich genau für jene, die sich nicht mit der zweigeschlechtlichen Ordnung identifizieren können oder wollen. Der Unterstrich dient also in erster Linie der Sichtbarmachung.“
Nach dem Bekanntwerden wird der Unterstrich zunehmend innerhalb queerer, feministischer und hochschulischer Zusammenhänge eingesetzt, um Geschlechtervielfalt zum Ausdruck zu bringen. Die Queer-Theoretikerin und Philosophin Gudrun Perko erklärte 2008, es wäre vorstellbar, dass „eine Leerstelle anzuzeigen“ sich „in ihr dialektisches Gegenteil“ umschlage, die Leerstelle somit auf Vorhandenes hindeute. Die Unterstrichvariante weise in diesem Sinn auf Menschen hin, „die gesellschaftlich und strukturell unsichtbar gemacht werden“.

## Rechtschreibung
Die Verwendung eines Unterstrichs im Inneren eines Worts ist nicht Bestandteil der offiziellen Rechtschreibregeln.
Rat für deutsche Rechtschreibung
Im November 2018 analysierte der Rat für deutsche Rechtschreibung die Vorkommen des Unterstrichs in Textsorten und dazu bestehende Leitlinien, gab aber selber keine Empfehlung ab; er hielt fest:

„[B]eide Formen des Gender-Gap (statischer wie dynamischer Unterstrich) als Kennzeichnung der Aufhebung binärer Geschlechtsvorstellungen sind lediglich in bestimmten Gruppen und Communities verbreitet und entsprechen zum allergrößten Teil nicht den Kriterien, die nach Auffassung des Rats an korrekte Texte gestellt werden müssen (allen voran nicht der Verständlichkeit, Lesbarkeit und Vorlesbarkeit).“

Der Rat erklärte aber: „Entsprechend der Aufgabenbeschreibung im Statut des Rats, auf der Grundlage der Beobachtung des Schreibgebrauchs Empfehlungen zu geben, liegt es allerdings nahe, bei der Beobachtung gendergerechter Schreibung Empfehlungen nicht nur in Bezug auf Formen der Kennzeichnung von Maskulin und Feminin zu erarbeiten, sondern ggf. auch weitere Geschlechter einzubeziehen.“
Im März 2021 wurde seitens des Rats „die Aufnahme von Asterisk (‚Gender-Stern‘), Unterstrich (‚Gender-Gap‘), Doppelpunkt oder anderen verkürzten Formen zur Kennzeichnung mehrgeschlechtlicher Bezeichnungen im Wortinnern in das Amtliche Regelwerk der deutschen Rechtschreibung zu diesem Zeitpunkt nicht empfohlen.“
 Duden
Anfang 2020 nahm Duden online den als Gendergap oder Gender-Gap bezeichneten Unterstrich auf mit der Bedeutung 2: „(bei Personenbezeichnungen) durch einen Unterstrich kenntlich gemachter Abstand zwischen Wortstamm beziehungsweise maskuliner Flexionsendung und femininer Flexionsendung, der der sprachlichen Gleichbehandlung aller sozialen Geschlechter dienen soll“.
Das Handbuch geschlechtergerechte Sprache aus dem Dudenverlag erklärte zur Normierung:

„Aktuell, im Frühjahr 2020, sind diese Möglichkeiten, d. h. Binnen-I, Genderstern, Gendergap, Doppelpunkt und Mediopunkt zwar noch nicht Bestandteil der amtlichen Rechtschreibung, doch sind die drei zuerst genannten als weitverbreitete und legitime Mittel des Strebens nach geschlechtergerechtem schriftlichen Ausdruck durchaus anerkannt und werden auch in den Sitzungen des Rats für deutsche Rechtschreibung zumindest diskutiert […].“

 Im August 2020 erschien die 28. Auflage des Rechtschreibdudens mit einer dreiseitigen Übersicht Geschlechtergerechter Sprachgebrauch, in der keine Regeln oder Normen vorgegeben, sondern nur Möglichkeiten aufgezeigt werden, die aktuell im Deutschen zur geschlechtergerechten Formulierung zu finden sind. Zum Unterstrich erklärt der Duden: „Vom amtlichen Regelwerk nicht abgedeckt sind Schreibweisen wie die folgenden: […] mit Gender-Gap (Unterstrich; Doppelpunkt): Schüler_innen; Schüler:innen“.

## Verbreitung
Der Queer-Theoretiker Persson Perry Baumgartinger beschrieb 2008 eine zunehmende Verbreitung des Unterstrichs vor allem in Deutschland, aber auch in Österreich. In einigen Namen von Organisationen tauchte er auf, beispielsweise in Österreich: Aktion kritischer Schüler_innen (ab 2010), Grüne & Alternative Student_innen (ab 2016) oder Verband Sozialistischer Student_innen (ab 2016). Der deutsche Dokumentarfilm Viacrucis Migrante – Kreuzweg der Migrant_innen nutzte 2016 den Gender-Gap im Titel, um ausdrücklich Frauen und Transgender-Personen einzubeziehen.
 Im Jahr 2020 führte das Leibniz-Institut für Deutsche Sprache eine Analyse des Kern-Textkorpus des Rats für deutsche Rechtschreibung durch, um die Häufigkeiten der Varianten geschlechtergerechter Schreibung für den Ausdruck Bürger im Zeitraum von 1995 bis 2019 zu ermitteln. Rund 2 Mio. Treffern für die generische Maskulinform standen insgesamt nur 15.500 Treffer für „mehrere Geschlechter kennzeichnende Schreibungen“ gegenüber (weniger als 0,01 %, Häufigkeitsklasse 16, Frequenzklasse II), durchgehend angeführt vom Binnen-I:
| Varianten           | 1995 | 2000 | 2005 | 2010 | 2011 | 2012 | 2013 | 2014 | 2015 | 2016 | 2017 | 2018 | 2019 |
| ------------------- | ---- | ---- | ---- | ---- | ---- | ---- | ---- | ---- | ---- | ---- | ---- | ---- | ---- |
| BürgerIn            | 426  | 326  | 377  | 265  | 314  | 326  | 352  | 313  | 351  | 296  | 320  | 328  | 333  |
| Bürger und Bürgerin | 41   | 225  | 270  | 229  | 282  | 247  | 235  | 246  | 175  | 188  | 166  | 205  | 268  |
| Bürger*in           | 0    | 0    | 0    | 0    | 0    | 4    | 0    | 5    | 54   | 37   | 99   | 183  | 268  |
| Bürger/in           | 18   | 53   | 46   | 37   | 31   | 39   | 40   | 35   | 27   | 42   | 41   | 37   | 40   |
| Bürger/-in          | 1    | 4    | 13   | 19   | 33   | 40   | 31   | 13   | 19   | 17   | 16   | 13   | 21   |
| Bürger_in           | 0    | 0    | 0    | 1    | 0    | 3    | 6    | 5    | 8    | 12   | 10   | 0    | 0    |

Seit 2019 empfiehlt die deutsche Antidiskriminierungsstelle des Bundes (ADS) für Stellenausschreibungen neben dem Klammerzusatz „(m/w/d)“ und geschlechtsneutralen Formulierungen auch Schreibweisen mit Unterstrich oder Sternchen: Finanzbuchalter_innen, Verkäufer*in. Ab Mitte 2021 wird das Gendersternchen bevorzugt, auch zur persönlichen Anrede im geschäftlichen Schriftverkehr.
Anfang 2020 ermittelt das Medienunternehmen news aktuell in einer Online-Umfrage bei deutschen Pressestellen und PR-Agenturen, dass nur 1 % der 415 befragten Kommunikatoren den Unterstrich verwenden. In der Schweiz werden 92 Kommunikatoren befragt, von ihnen nutzt ihn niemand (siehe Auswertungstabelle).

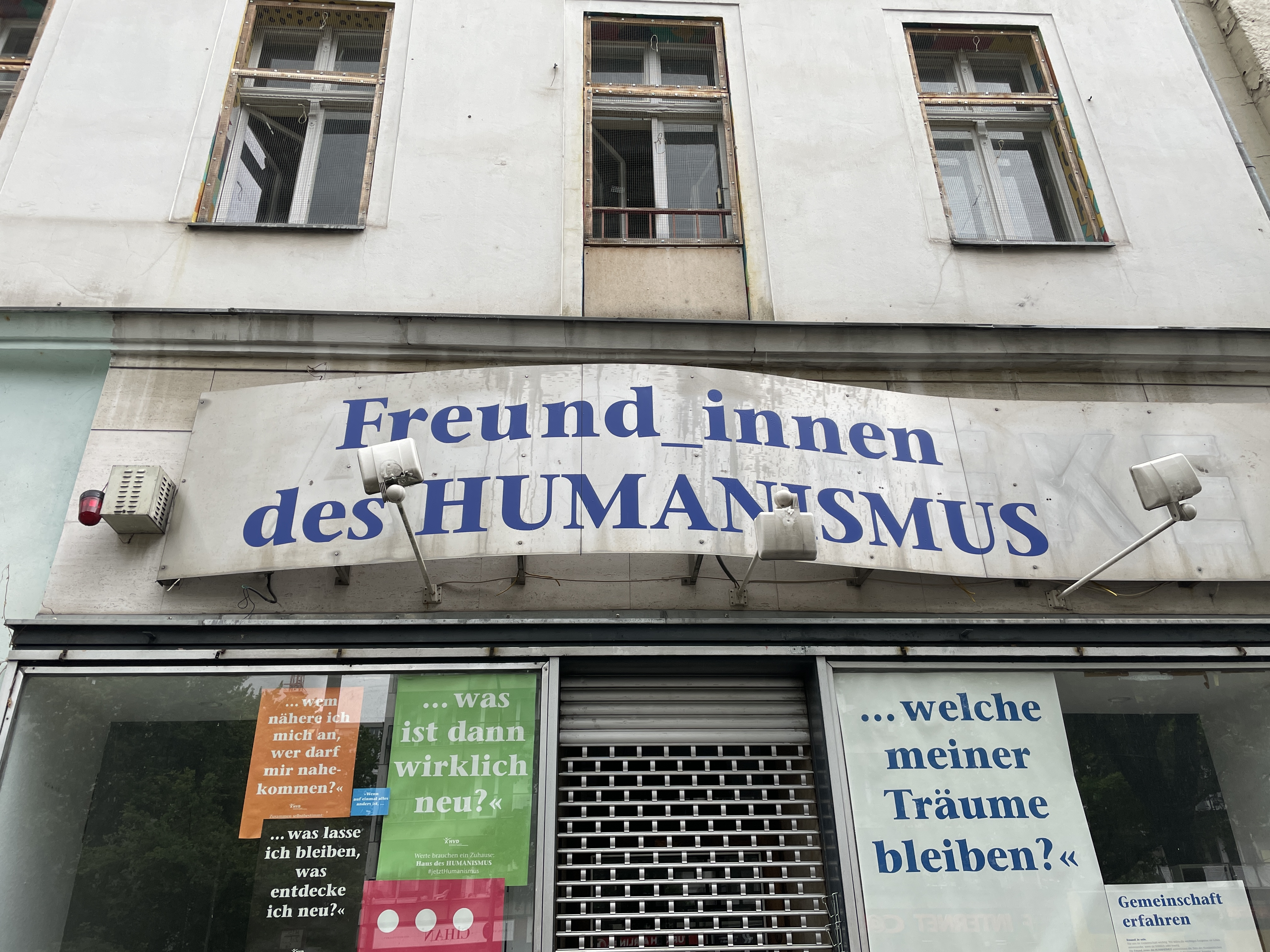
„Freund_innen des Humanismus“, Schild am Haus des Humanismus in Berlin-Schöneberg (2021)

Ende 2020 veröffentlicht das Zeitmagazin eine Übersichtskarte mit den Empfehlungen aller 81 deutschen Großstädte zur geschlechtergerechten Schreibung, einige der Leitfäden empfehlen auch mehrere Schreibweisen: 7 Verwaltungen erlauben oder empfehlen den Unterstrich, darunter Freiburg und Jena als bevorzugte Schreibweise (26 Verwaltungen erlauben das Gendersternchen).
 Seit März 2021 nutzt der Automobilhersteller Audi den Unterstrich für seine interne und externe Kommunikation (Audianer_innen); bei der Entwicklung eines Sprachleitfadens arbeitete Audi mit der PrOut@Work-Stiftung zusammen, die LGBT-Themen am Arbeitsplatz sichtbar machen will. Bei der übergeordneten Volkswagen AG wurde 2021 an einem Leitfaden gearbeitet.
Seit April empfiehlt der Kanton Basel-Stadt neben Unterstrich auch das Sternchen; zur technischen Unterstützung von geschlechtergerechter Sprache dient das Portal gleichgestellt.ch und das Gender-Wörterbuch Gender app.
Viele der Hochschul-Leitfäden im deutschsprachigen Raum empfehlen den Gender-Gap als eines ihrer Mittel zur geschlechterinkludierenden Schreibung von verkürzten Paarformen in der offiziellen Kommunikation.

## Rezeption

### Kritik
Ein Problem stellt sich bei der Verwendung des Unterstrichs in Druckwerken oder Webseiten bezüglich der Schriftauszeichnung durch Unterstreichen (Unterlegung von Text mit einer Linie), weil das Genderzeichen dadurch unkenntlich wird und die Wortbildung in einzelne Bestandteile aufgeteilt scheint:
- Student_innen, ein_e Schüler_in

 Die Sprachwissenschaftlerin Luise F. Pusch, Pionierin der geschlechtergerechten Sprache, fand im Jahr 2008 den Gender-Gap interessant und im Ansatz gut, war aber nicht ganz davon überzeugt. Er erinnere sehr an den Aufbau von E-Mail-Adressen, sei besser als der Schrägstrich, aber nicht so gut wie das Binnen-I, „das auf schlaue Weise eine feminine Lesart suggeriert, die trotzdem auch für Männer akzeptabel sein sollte, da sie sich ja von der rein femininen Form ‚Leserinnen‘ grafisch deutlich unterscheidet.“ Insgesamt sprach sie sich für ein konsequentes Hinarbeiten auf neutrale Formen wie im Englischen aus und für „eine rigorose Abschaffung der im Kern diskriminierenden Ableitungen ‚nebensächlicher‘ Formen aus den ‚Hauptformen‘. Alle Geschlechter einschließlich der nicht Festgelegten haben Anspruch auf die Grundform und sollten nicht mit irgendwelchen Wurmfortsatzbildungen in Ecken abgeschoben werden“. Seit 1984 tritt Pusch für die alleinige Verwendung von generischen Femininformen ein, bei dem weibliche Personenbezeichnungen verallgemeinernd für alle Geschlechter stehen (siehe auch Puschs Kritik am Genderstern).
 Der Queer-Theoretiker Persson Perry Baumgartinger wies 2008 darauf hin, dass mit dem Unterstrich der Vielfalt an Geschlechtlichkeiten zwischen Mann–Frau nur ein kleiner Raum zugewiesen werde. Auch bleibe durch die verbindliche Erstnennung der maskulinen Wortform die Hierarchisierung von Mann zu Frau bestehen und werde als einzig anerkannte und nennenswerte Variante gezeigt − gegenüber dem „Anderen“, dem nur ein kleiner Platzhalter zugewiesen werde.

### Ablehnung
Im Juni 2021 lehnt die schweizerische Bundeskanzlei Schreibweisen mit Unterstrich, Sternchen, Doppelpunkt oder Mediopunkt für deutschsprachige Texte der Bundesverwaltung ab (Details). Im selben Monat haben acht der größten deutschsprachigen Nachrichtenagenturen „ein gemeinsames Vorgehen vereinbart, um diskriminierungssensibler zu schreiben und zu sprechen“; sie wollen die Verwendung des generischen Maskulinums „zurückdrängen“, aber keine Genderzeichen nutzen (Details). Im Juli erklärt die Redaktion der Süddeutschen Zeitung, keine Genderzeichen zu verwenden (Details). Im August und September erlassen die Kultusministerien in Sachsen und Schleswig-Holstein ein Verbot der Verwendung von Genderzeichen an Schulen (Details).
 Gesellschaft für deutsche Sprache
Die Gesellschaft für deutsche Sprache (GfdS) gab im August 2020 in einer Pressemitteilung bekannt, dass „Gendersternchen und Co. mit deutscher Rechtschreibung nicht konform“ seien, womit auch der Gender-Gap gemeint war: „Die GfdS rät daher ausdrücklich davon ab, das Gendersternchen und ähnlich problematische Formen zu verwenden“ (vergleiche GfdS-Kritik am Genderstern). Die Leitlinien der GfdS zu den Möglichkeiten des Genderings führen konkrete Probleme bei der Verwendung des Unterstrichs auf:

„Beurteilung durch die GfdS

Der Gendergap wird von der Gesellschaft für deutsche Sprache nicht empfohlen, da er nicht Bestandteil der aktuellen Rechtschreibung ist. Darüber hinaus ergeben sich die gleichen Probleme wie bei der Binnengroßschreibung, insofern als bei Weglassen des Unterstrichs oder gar der ganzen Endung unter Umständen kein grammatisch korrektes und lesbares Wort entsteht:

Dies ist der Fall bei Umlautungen – nicht: Ärzt_in, Bauer_in.

[…] bei flektierten Formen – nicht: Kolleg_in, Ärzt_innen, den Schüler_innen.

[…] besser nicht: die/der Schüler_in und ihre/seine Eltern, ein_e gute_r Schüler_in. […] besser nicht: die Schüler_in und ihre Eltern […].

Werden Personenbezeichnungen mit Gendergap vorgelesen, erwecken sie den Anschein, nur das weibliche Geschlecht sei gemeint.“